# Nagaoka Harukazu

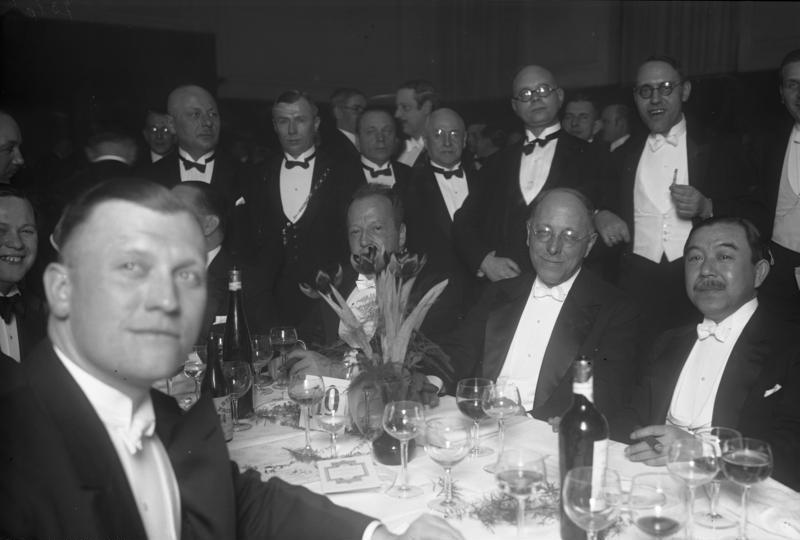
Nagaoka Harukazu (1. v. r.) 1929 bei einem Empfang in Berlin

Nagaoka Harukazu (jap. 長岡 春一; * 16. Januar 1877 in Kōbe; † 30. Juni 1949) war ein japanischer Jurist und Diplomat. Von 1935 bis 1942 wirkte er als Richter am Ständigen Internationalen Gerichtshof in Den Haag.

## Leben
Nagaoka Harukazu studierte Rechtswissenschaften an der Kaiserlichen Universität Tokio, an der er zum Doktor des Rechts (Hōgaku-hakushi) promovierte. Nach seinem Eintritt in den japanischen Auswärtigen Dienst war er ab 1900 Rechtsberater des Außenministeriums sowie ab 1902 Attaché in Frankreich. Während seiner Zeit in Paris absolvierte er ein Studium an der dortigen École des Sciences Politiques, das er mit dem Abschluss als Litterarum doctor beendete. In der Zeit von 1917 bis 1921 wirkte er als Rechtsberater der japanischen Botschaft in Frankreich. Von 1921 bis 1923 war er in Prag und anschließend bis 1925 in Den Haag tätig. Danach kehrte er für kurze Zeit nach Tokio zurück und übernahm den Posten des Direktors für Verträge und Konventionen im Außenministerium. Nachdem er als Ministerialdirektor in der Handelsvertragsabteilung des Außenministeriums in Tokio die deutschen politischen und sozialen Verhältnisse kennengelernt hatte, wurde er im Sommer 1926 als japanischer Botschafter nach Berlin geschickt, wo er bis 1930 amtierte. Im gleichen Jahr vertrat er Japan auf der in Den Haag stattfindenden Konferenz für die Kodifikation des internationalen Rechts. Anschließend war er von 1932 bis 1933 Botschafter in Paris.
Ab 1935 gehörte er dem Ständigen Schiedshof an. Im September des gleichen Jahres wurde er nach dem Tod von Adachi Mineichirō zum Richter am Ständigen Internationalen Gerichtshof ernannt. Nachdem er ursprünglich bis zum regulären Ende von Adachis Amtszeit im Jahr 1939 gewählt worden war, verblieb er über diesen Zeitpunkt hinaus im Amt, da die für 1939 geplanten Richterwahlen zunächst verschoben wurden und schließlich aufgrund des Beginns des Zweiten Weltkriegs nicht mehr stattfanden.   Im Januar 1942 erklärte er in einem Schreiben an den Präsidenten des Gerichts und an den Generalsekretär des Völkerbundes seinen Rücktritt. Während seiner Zeit am Gerichtshof war er an fünf Entscheidungen und an einem Gutachten beteiligt. Zu seinen Veröffentlichungen zählten unter anderem ein diplomatischer Leitfaden, Werke zum internationalen Vertragsrecht und zur Geschichte der Diplomatie sowie Abhandlungen zur Stellung von Ausländern in Japan und zu den japanischen Außenbeziehungen mit den europäischen Ländern im 16. und 17. Jahrhundert.